# Château de Châteauvieux (Duingt)
Pour les articles homonymes, voir Château de Châteauvieux.
Ne doit pas être confondu avec Château de Duingt.
Le château de Châteauvieux, Châteauvieux ou parfois château Ruphy, dit communément, par erreur, château de Duingt, est une ancienne maison forte, remaniée à plusieurs reprises, notamment aux XVIIIe et XIXe siècles, sur la commune de Duingt dans le département français de la Haute-Savoie, en région Auvergne-Rhône-Alpes.
Son installation sur un ilot rocheux du lac d'Annecy en fait un sujet de prédilection pour les peintres, comme Cézanne, Louis Glasser ou encore Suzanne Lansé, ainsi que pour les photographes.
Au titre des monuments historiques ; le château fait l'objet d'une inscription par arrêté du 4 août 1994 ; le pavillon-embarcadère en bordure du lac, incorporé au domaine de Châteauvieux, fait l'objet d'une inscription par arrêté du 1er décembre 1988.

## Situation

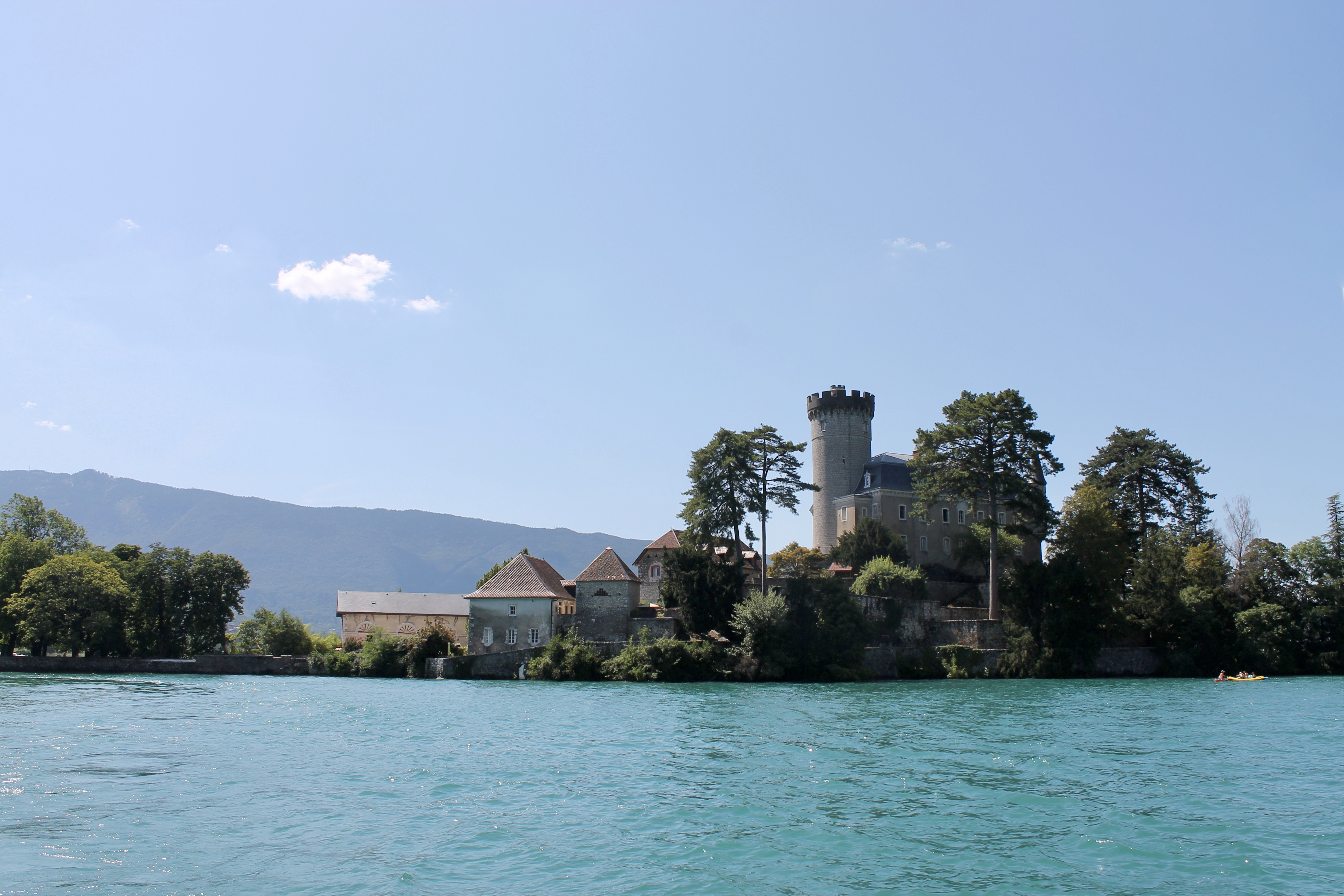
Vue est du château de Châteauvieux, depuis le lac d'Annecy.

Le château de Châteauvieux est situé dans le département français de la Haute-Savoie sur la commune de Duingt. Dans le prolongement du Taillefer, le château se dresse sur un rocher, qui émerge du lac d'Annecy et divise le lac en deux : au nord le grand lac et au sud le petit lac. Il est appelé le Roc. Relié par une chaussée à la terre ferme, il contrôlait la navigation sur le lac sur l'axe Italie-Genève, complétant ainsi le système défensif du château comtal de Duingt qui contrôlait l'ancienne route entre Genève et Moûtiers cheminant le long de la rive ouest du lac d'Annecy, empruntant une ancienne voie romaine secondaire.

## Historique
Châteauvieux (Castrum Vetus) dont l'origine nous reste inconnue, appartient depuis une époque fort ancienne et jusqu'au XVIe siècle à la famille de Duin, vassale des comtes de Genève. La seigneurie de Duin ou Duingt recouvrait les terres qui allaient de la Provenche (Saint-Jorioz) jusqu'à Beauvivier (Doussard).
Un Raymondus Doint [sic] se porte caution pour le comte de Genève de la somme de 1 100 sols en 1219 lors d'une transaction entre Guillaume II de Genève et un certain Aymond.
En 1296, Rodolphe de Duin cède contre 2 500 livres une partie de la seigneurie de Duingt au comte Amédée II de Genève, tout en gardant Châteauvieux,.
Au XIVe siècle, à la suite du mariage de François de Duin avec Marguerite de Beaufort, les Duin prennent le titre de seigneurs de la Val-d'Isère. Les Duingt garderont le château de Châteauvieux jusqu'en 1530. À cette date, Louise de Duingt, mariée au comte Tommaso Valperga, dernière du nom, vend la seigneurie au duc Philippe de Genevois-Nemours.
Les Genevois-Nemours le garderont jusqu'en 1592. Dame Marc, veuve de Busillet, président du conseil présidial du Genevois, l'occupe un certain temps avant qu'il ne leur fasse retour. Il finit par échoir à Marie-Jeanne-Baptiste de Genevois-Nemours épouse du duc Charles-Emmanuel II de Savoie, qui exercera la régence à partir de 1675.
En 1673, il est acheté par Gaspard Jodoc Stockalper qui devient ainsi baron de Duingt mais des revers de fortune le contraignent à le revendre en 1681 à la famille de Monthouz. Ayant tenté de remettre en vigueur le droit de pêche, tombé en désuétude, sur la partie sud du lac, provoquant l'ire des populations locales notamment des habitants de Lathuile qui prennent les armes le 20 mars 1697, les Monthouz le revendent en 1696 à François-Nicolas de Montpiton, seigneur du Noiret (Saint-Jorioz) qu'il vend en 1698 à la famille de Sales. François de Sales reçoit au château ses amis genevois, les Tronchin et les Lullin. Déjà en possession de Lathuile et de Dhéré, il achète en 1698 les seigneuries de Beauvivier et de Ruange qui avec Châteauvieux constituent un domaine avec le titre de comte de Duingt.
En 1700, le marquis de Sales, propriétaire des lieux restaure le donjon.
Paul-François de Sales (1721-1795), général de cavalerie, créateur de la verrerie d'Usillon (Thorens-Glières), homme raffiné, fera à Châteauvieux d'importants travaux d'aménagement, dont la réalisation du salon chinois. Quant au marquis Benoît-Maurice de Sales, écuyer de la comtesse d'Artois à Versailles, il fait aménager pour sa femme un salon de musique. Installé au bord de l'eau on peut accéder sous ce dernier en barque. La marquise de Sales y joue de la harpe ; instrument offert par sa mère en 1791 et signé Naderman.
Les corps de saint François de Sales et de sainte Jeanne de Chantal seront amenés au château en bateau par quatre sœurs de la Visitation d'Annecy dans la nuit du 26 mars 1793 afin d'être soustraits aux révolutionnaires. La disparition révélé ce sont trois cents grenadiers à cheval qui se présentent à Châteauvieux afin de ramener les corps des deux saints à Annecy.
Châteauvieux sera vendu comme bien national le 20 août 1796 à Jean Berthet de Bossey ; Benoît-Maurice de Sales ayant émigré.

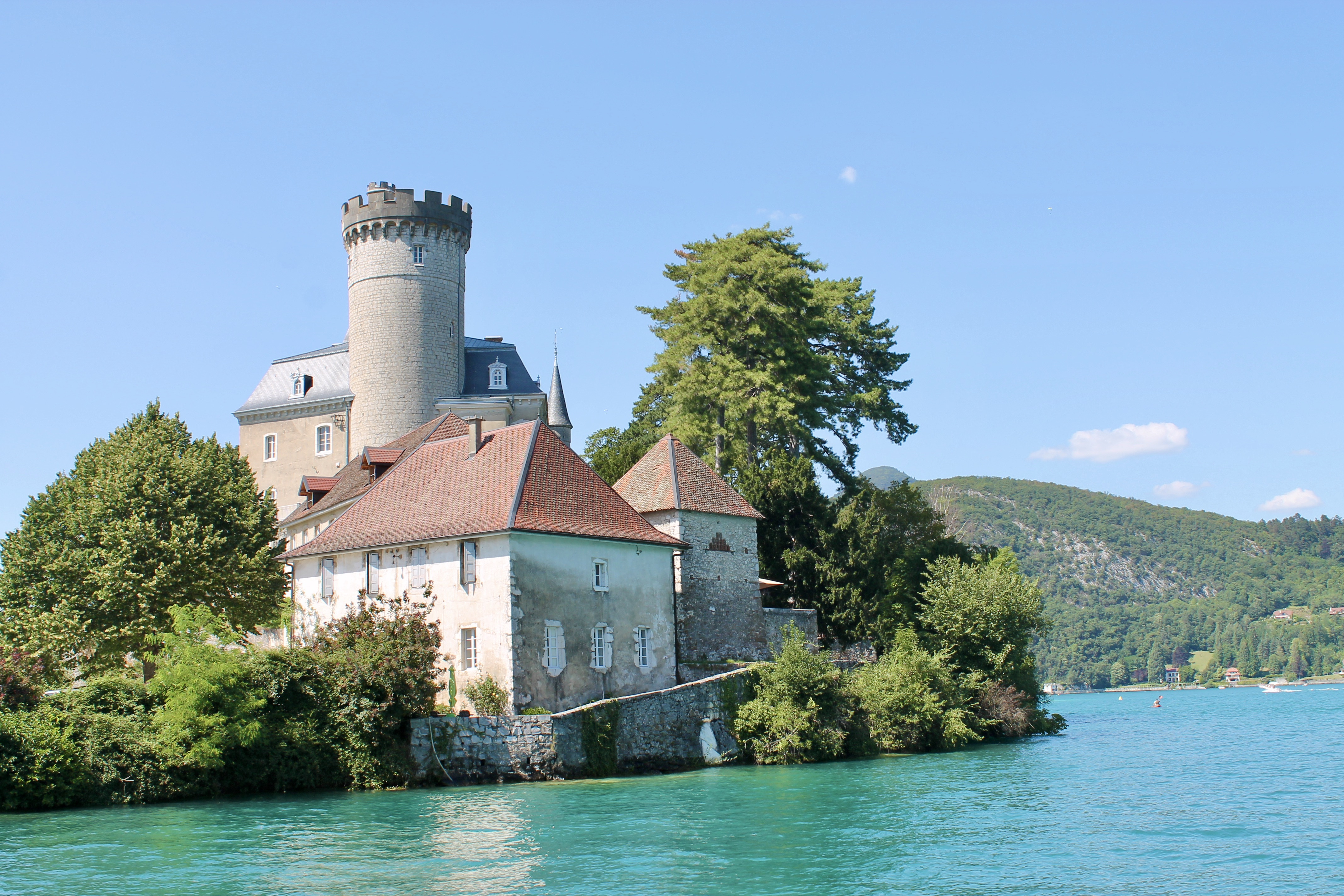
Vue est du château de Châteauvieux, depuis le lac d'Annecy.

Le baron Scipion Ruphy acquiert Châteauvieux en 1839 et il y entreprend des travaux : toitures d'ardoises à la Mansart, crénelage de la grosse tour ronde et tour de l'escalier. L'une de ses filles, Isaure Ruphy, l'apportera en dot à son mari le comte Henri de La Barge de Certeau.

## Description

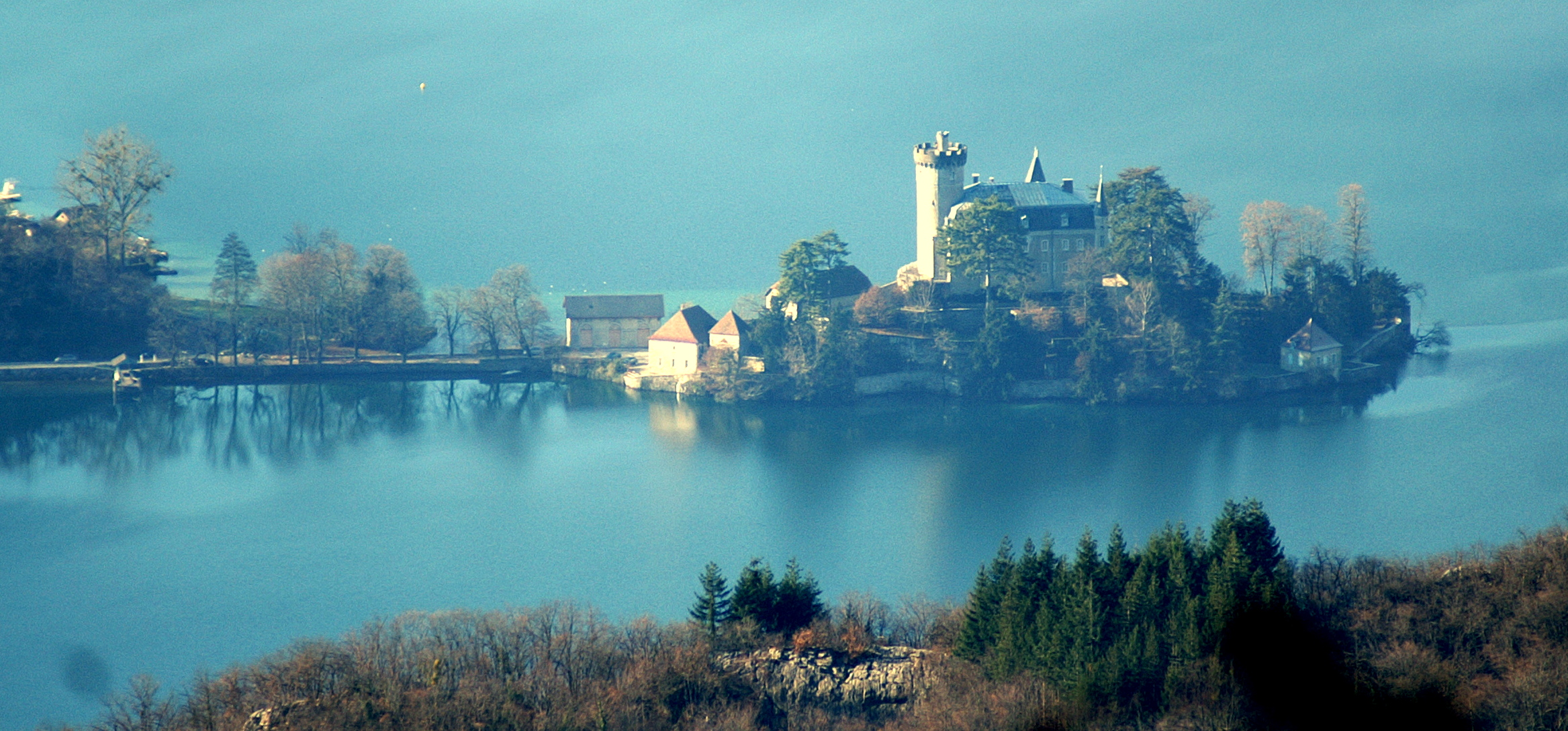
La presqu'île de Duingt et le château

Châteauvieux se présente aujourd'hui sous la forme d'un château d'allure XIIIe siècle.
Transformé aux XVIIIe et XIXe siècles il est dominé par une tour cylindrique qui dans l'esprit du XIXe siècle a perdu sa toiture remplacée par une terrasse crénelée sur mâchicoulis. Il s'éclaire par de nombreuses fenêtres et on y a installé une échauguette ainsi qu'une tour carrée en avant-corps que précède un perron.
À l'intérieur les salons ont été décorés au XVIIIe siècle avec des boiseries dans lesquelles on a inséré des toiles de peintres italiens. Elles représentent dans le goût de l'époque, des « chinoiseries » et des « bergeries ».
Du château du XIIIe siècle, il subsiste la tour percée d'archères ainsi que d'une époque un peu plus tardive la cuisine ou notamment à l'ouest les défenses avancées.

## Château dans les arts

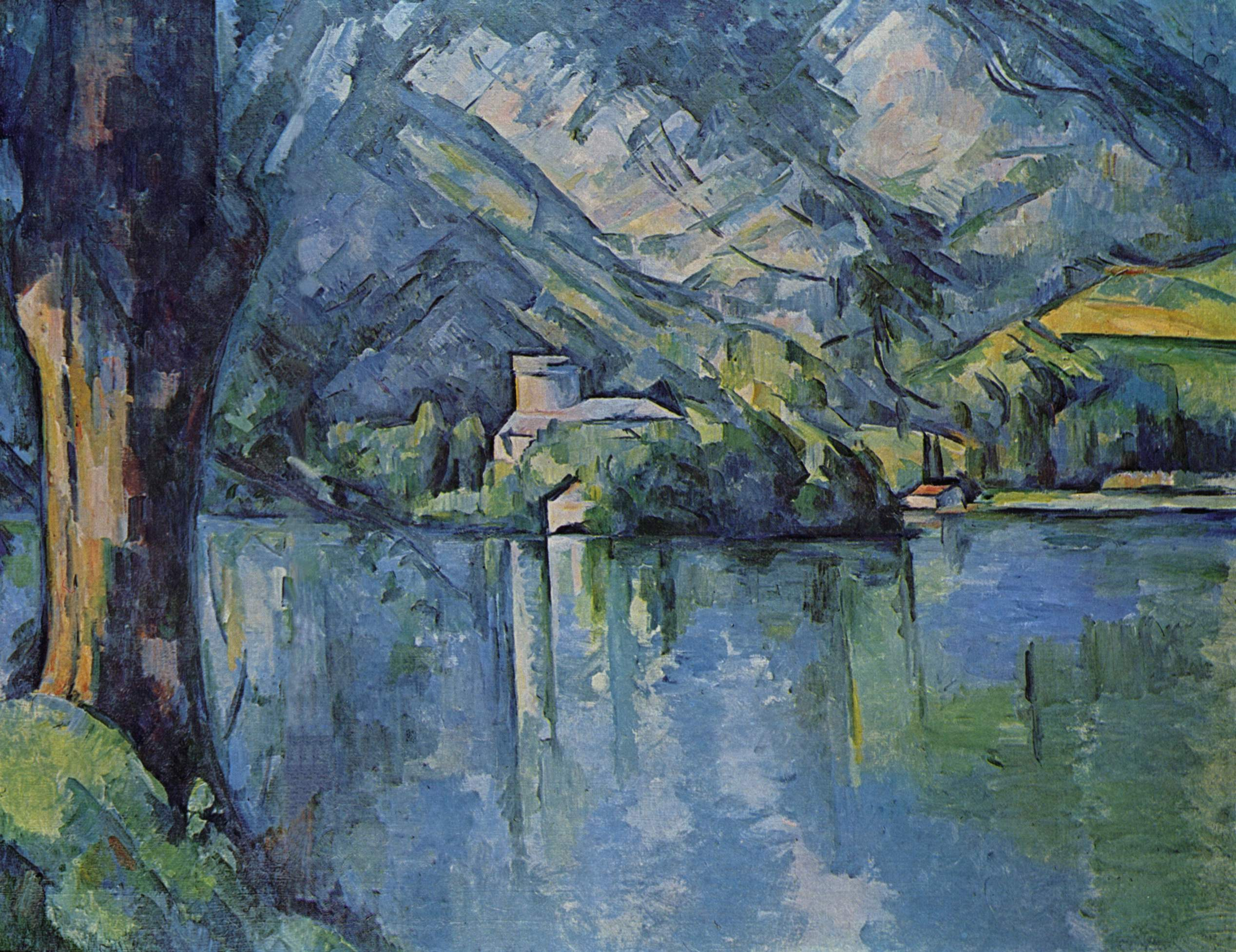
Cézanne : Le Lac bleu (1896)

Le site du château est le sujet de dessins, peintures ou photographies, dont :
- Paul Cézanne (1839-1906) : Le Lac bleu (1896) ;
- Jean-Pierre Serralongue (1915-2007) : Le Château de Duingt ;
- Suzanne Lansé (1898-2002) ;
- Louis Eugène Glasser (1897-1986) : Vue sur le château de Duingt depuis Talloires (1950)
- Jean-Pierre Serralongue (1915-2007) : Le Château de Duingt.